# ایزوستکووی
ایزوستکووی (به لاتین: Izvestkovy) یک منطقهٔ مسکونی در روسیه است که در جمهوری آلتای واقع شده‌است.